# 프랑스 육군원수

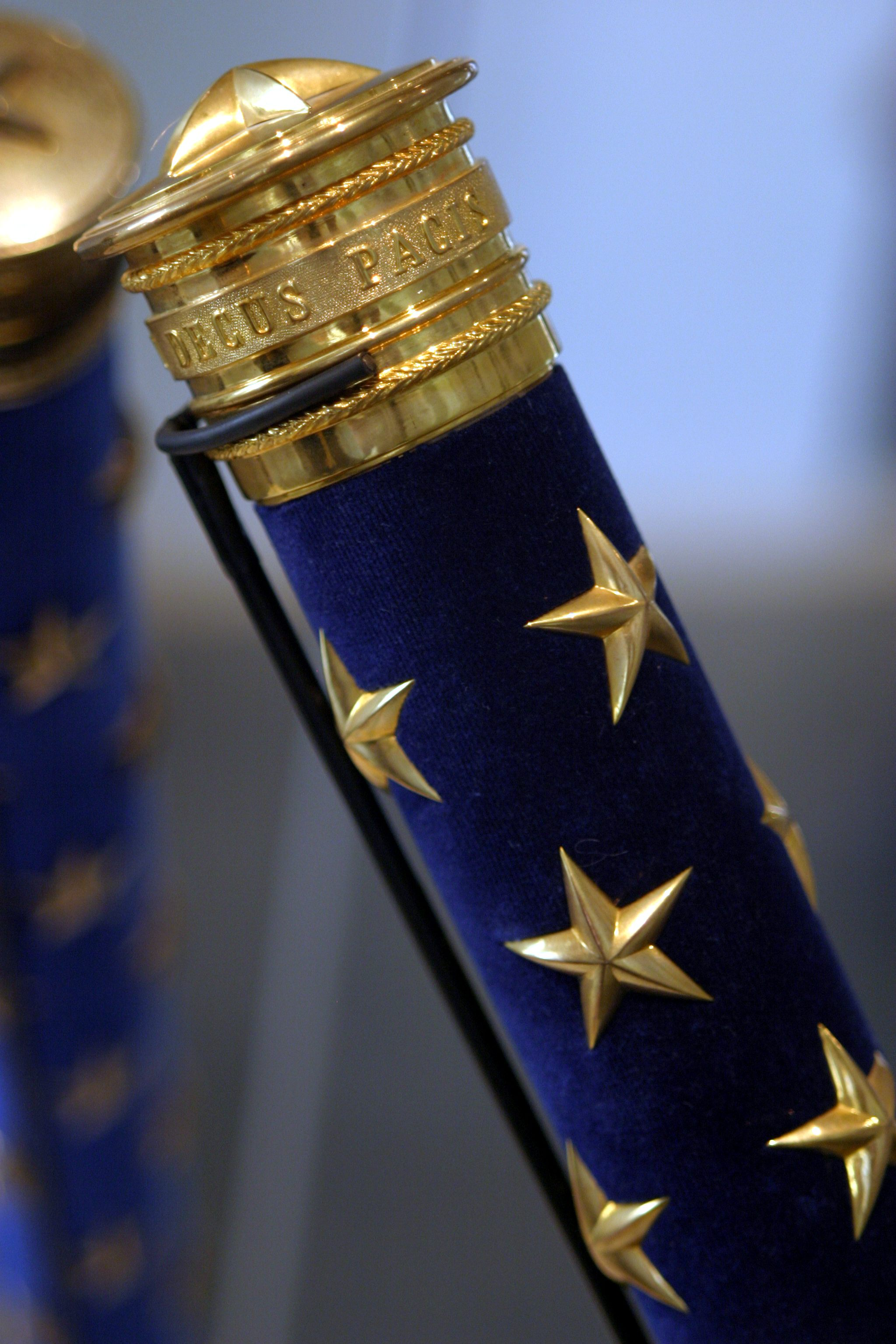
현대의 프랑스 원수 지휘봉

프랑스 제1제정의 원수인 요제프 포니아토프스키의 제국 문장. 여기엔 레지옹 도뇌르, 흰독수리 훈장, 비르투리 밀리터리 휘장이 함께 표시되어 있다

프랑스 원수(프랑스어: Maréchal de France 와 pl Maréchaux de France)는 군사 계급이 아니다. 이것은 일종의 서훈 칭호로서, 뛰어난 공적을 이룬 장군에게 수여되었다. 구체제(Ancien Régime)와 부르봉 왕정복고시대에는 프랑스 왕관중신(Grands officiers de la couronne de France) 중 하나로써, 또 프랑스 제1제정 시대에는 제국의 위대한 고관(Grands dignitaires de l'Empire français) 중 하나로써 장군에게 가장 명예로운 칭호였다(제정 시대에는 프랑스 원수가 아니라 제국원수(Maréchal d'Empire)이다).
프랑스 원수를 나타내는 것은 7개의 별이다. 원수는 마찬가지로 푸른 원통에 별들이 박혀 있는 지휘봉을 받았는데, 왕정 시대에는 플뢰르 드 리스(fleurs-de-lis)의 문장이 장식되어 있었고, 프랑스 제1제정 때에는 독수리가 장식되어 있었다. 지휘봉에는 Terror belli, decus pacis란 라틴어로 쓰인 명문이 새겨져 있는데, 의미는 "전시에는 무시무시하게, 평화시에는 장식으로서"(Terror in war, ornament in peace)라는 뜻이다.
6명의 프랑스 원수, 비롱, 레디기에르, 튀렌, 빌라르, 삭스와 술트는 더 높은 계급인 프랑스 대원수(Maréchal général des camps et armées du roi)가 되었다.

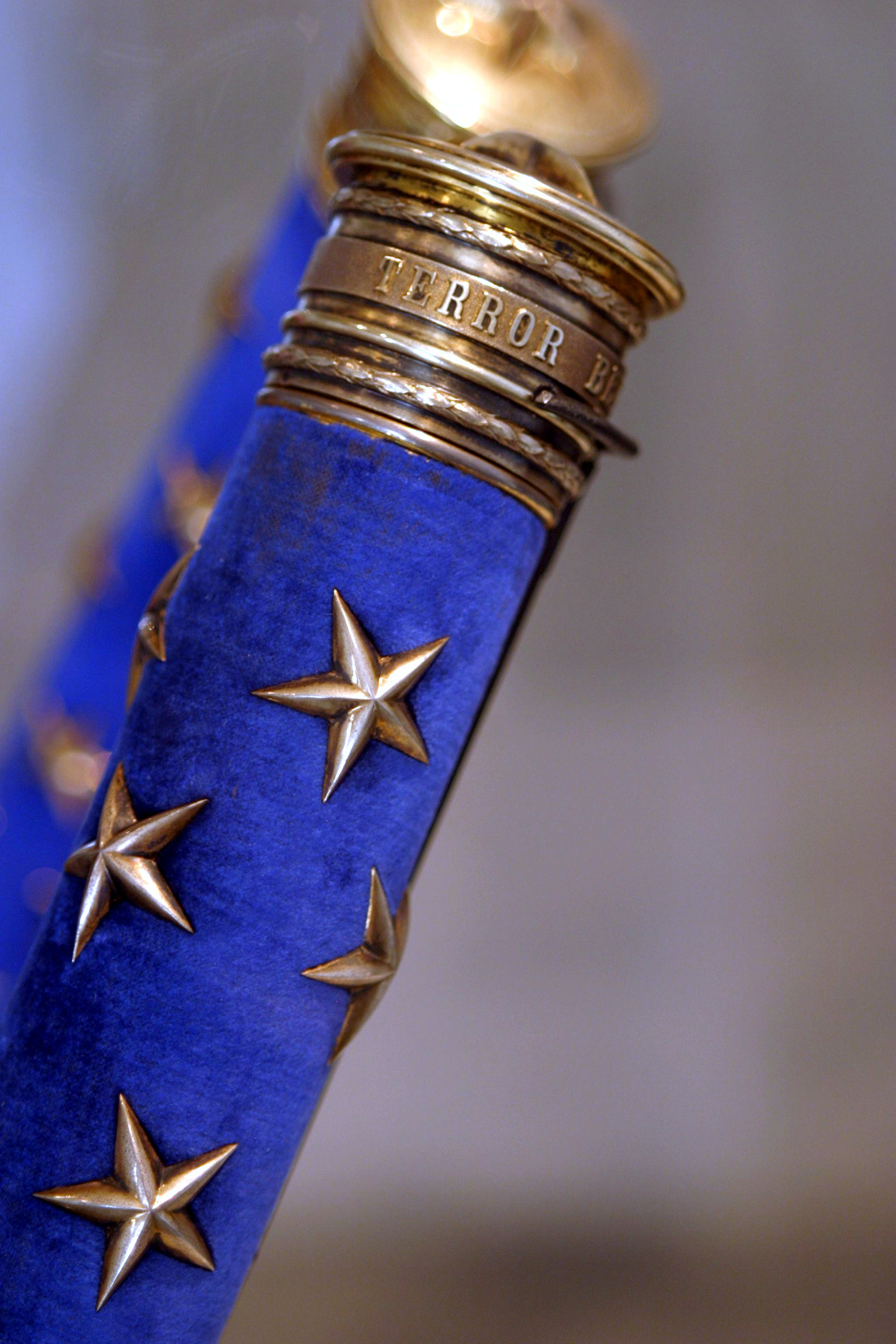
Terror belli....
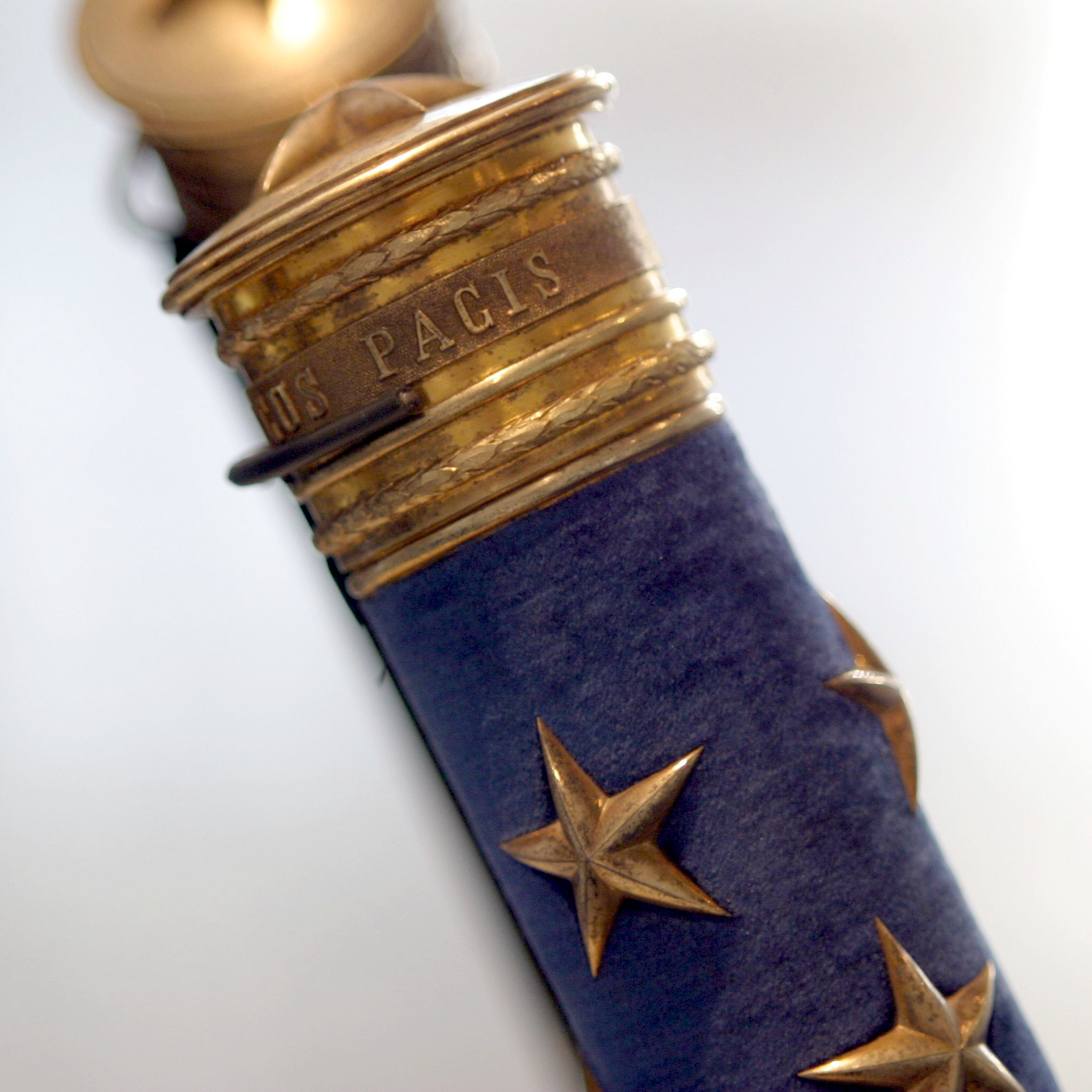
.....decus pacis

## 역사
프랑스 원수의 이름은 존엄왕 필리프가 알베릭 클레망을 위해 만든 관직인 마르칼뤼 프랑시아(marescallus franciae)에서 유래되었다고 한다(약 1190년도 경).
이 관직은 1793년 프랑스 제1공화국의 국민공회가 폐지하였지만, 프랑스 제1제정이 세위지자 나폴레옹 1세는 프랑스 원수를 제국 원수로 부활시켰다. 하지만 부르봉 왕정복고가 이루어지면서, 이 관직의 이름은 다시 제국 원수에서 프랑스 원수로 되돌아갔다. 그리고 나폴레옹 3세 때도 제국 원수가 아니라 프랑스 원수라는 이름이 유지되었다.
프랑스 제2제정과 나폴레옹 3세가 몰락하면서 , 프랑스 제3공화국은 제1차 세계대전 전까지 이 이름을  사용하지 않았고, 1차 세계대전 후에는 계급이 아니라 수훈으로 부활하였다.
필리프 페탱은 제2차 세계대전 후 재판 및 투옥 후 모든 칭호와 지위를 박탈 당하였으나 프랑스 원수라는 칭호만큼은 유지할 수 있었다.
마지막으로 생전에 프랑스 원수가 된 인물은 알퐁스 쥐앵으로 1952년 승진하였으나 1967년에 사망했다. 최근의 프랑스 원수는 마리 피에르 코닉이지만 1984년 사후에 원수로 추서되었다.
오늘날 프랑스 원수의 직책은 오직 전쟁기간 전투를 통해 승리한 장군이나 장교에게 수여된다.

## 카페 왕조

### 필리프 2세휘하 원수 6명, 1180~1223
- 알베릭 클레망 (? ~1191), 1185년 프랑스 원수 임명
- 기욤 드 부르넬 (? ~1195), 1192년 프랑스 원수 임명
- 니베론 다라스 (? ~ 1204), 1202년 프랑스 원수 임명
- 앙리 1세 클레망, 르메즈(Le Mez)와 아르장탕(Argentan)의 영주 (1170 ~ 1214), "작은 원수"(Le Petit Maréchal)라 불림. 1204년 프랑스 원수 임명
- 장 3세 클레망, 르메즈와 아르장탕의 영주 (? ~ 1262), 1214년 프랑스 원수 임명
- 기욤 드 라투르넬, 1220년 프랑스 원수 임명

### 루이 9세휘하 원수 8명, 1226~1270
- 페리 파스테, 샬랑주(Challeranges)의 영주 (? ~ 1247), 1240년 프랑스 원수 임명
- 장 기욤 드 보몽 (? ~ 1257), 1250년 프랑스 원수 임명
- 고티에 3세 드 느무르, 느무르(Nemours)의 영주 (? ~ 1270), 1257년 프랑스 원수 임명
- 앙리 2세 클레망, 르메즈와 아르장탕의 영주 (? ~1265), 1262년 프랑스 원수 임명
- 에릭 드 보주 (? ~ 1270), 1265년 프랑스 원수 임명
- 르노 드 프레시니 (? ~1270), 1265년 프랑스 원수 임명
- 라울 2세 소르 (? ~ 1282), 1270년 프랑스 원수 임명
- 랑슬로 드 생마르 (? ~ 1278), 1270년 프랑스 원수 임명

### 필리프 3세휘하 원수 4명, 1270~1285
- 페리 드 베르뇌이 (? ~ 1283), 1272년 프랑스 원수 임명
- 기욤 5세 뒤벡 크래스팽 (? ~ 1283), 1283년 프랑스 원수 임명
- 장 2세 다르쿠르, 샤텔로(Châtellerault) 자작, 아르쿠르(Harcourt)의 영주 (? ~ 1302), 1283년 프랑스 원수 임명
- 라울 5세 르 플라맹크 (? ~ 1287), 1285년 프랑스 원수 임명

### 필리프 4세휘하 원수 6명, 1285~1314
- 장 드 바렌 (? ~ 1292), 1288년 프랑스 원수 임명
- 시몽 드 믈룅, 라루프(La Loupe)와 마르슈빌(Marcheville)의 영주 (? ~ 1302), 1290년 프랑스 원수 임명
- 기 드 클레르몽 드 넬 (? ~ 1302), 1292년 프랑스 원수 임명
- 풀크 뒤 메를 (? ~ 1314년), 1302년 프랑스 원수 임명
- 마일 6세 드 누아예 (? ~ 1350), 1302년 프랑스 원수 임명
- 장 드 코르베이, 그레(Grez)의 영주 (? ~ 1318), 1308년 프랑스 원수 임명
- 르노 2세 드 트리, 1313년 프랑스 원수 임명

### 루이 10세휘하 원수 1명, 1314~1316
- 장 4세 드 보몽 (? ~ 1318), 1315년 프랑스 원수 임명

### 필리프 5세휘하 원수 3명, 1316~1322
- 마티외 드 트리 (? ~ 1344), 1318년 프랑스 원수 임명
- 장 데 바르, 1318년 프랑스 원수 임명
- 베르나르 6세 드 모레이, 모레이(Moreuil)의 영주 (? ~ 1350), 1322년 프랑스 원수 임명

### 샤를 4세휘하 원수 1명, 1322~1328
- 롱슈빌 자작 로베르 베르트랑 드 브리크벡, (1285-1348), 1325년 프랑스 원수 임명

## 발루아 왕조

### 필리프 6세휘하 원수 5명, 1328~1350
- 앙소 드 주앵빌 (1265-1343), 1339년 프랑스 원수 임명
- 샤를 드 몽모랑시, 몽모랑시(Montmorency)의 영주 (1325-1381), 1344년 프랑스 원수 임명
- 로베르 드 오랭, 생브낭(Saint-Venant)의 영주 (? ~ 1360), 1344년 프랑스 원수 임명
- 기 2세 드 넬, 오페몽(Offémont)과 멜로(Mello)의 영주 (? ~ 1352), 1345년 프랑스 원수 임명
- 에두아르 드 보주, 샤토뇌프(Châteauneuf)의 영주 (1316-1351), 1347년 프랑스 원수 임명

### 장 2세휘하 원수 4명, 1350~1364
- 아르눌 도드랭, 도드랭(Audrehem)의 영주 (? ~ 1370), 1351년 프랑스 원수 임명
- 로그 드 앙제스트, 아브네쿠르(Avenecourt)의 영주 (? ~ 1352년), 1352년 프랑스 원수 임명
- 장 드 클레르몽, 샹티이(Chantilly)와 보몽(Beaumont)의 영주 (? ~ 1356년), 1352년 프랑스 원수 임명
- 장 1세 르맹그르(1310-1367), 1356년 프랑스 원수 임명

### 샤를 5세휘하 원수 2명, 1364~1380
- 장 4세 드 모컹시, 블랭빌(Blainville)의 영주 (? ~ 1391), 1368년 프랑스 원수 임명
- 상세르 백작 루이 드 상세르, (1342-1402), 1369년 프랑스 원수 임명

### 샤를 6세휘하 원수 9명, 1380~1422
- 장 2세 르맹그르 (1364-1421), 1391년 프랑스 원수 임명
- 장 2세 드 리외, 로슈포르(Rochefort)와 리외(Rieux)의 영주 (1342-1417), 1397년 프랑스 원수 임명
- 피에르 드 리외, 로슈포르와 리외의 영주 (1389-1439), 1417년 프랑스 원수 임명
- 클로드 드 보부아르, 아발롱(Avallon) 자작과 샤스텔뤼(Chastellux)의 영주 (1385-1453), 1418년 프랑스 원수 임명
- 장 드 빌리에 드 릴아당 (1384 ~ 1437), 1418년 프랑스 원수 임명
- 자크 드 몽브롱, 앙구모아(Engoumois)의 영주 (? ~ 1422), 1418년 프랑스 원수 임명
- 질베르 모티에 드 라파예트 (1396 ~ 1464), 1421년 프랑스 원수 임명
- 앙투안 드 베르지 (? ~ 1439), 1422년 프랑스 원수 임명
- 몽르벨앙브레스 백작 장 드 라봄, (? ~ 1435), 1422년 프랑스 원수 임명

### 샤를 7세휘하 원수 6명, 1422~1461
- 아모리 드 세베락, 보케르(Beaucaire)와 쇼드에그(Chaude-Aigues)의 영주 (? ~ 1427), 1424년 프랑스 원수 임명
- 장 드 브로스, 부삭(Boussac)과 생트세베르(Sainte-Sévère)의 남작 (1375 ~ 1433), 1426년 프랑스 원수 임명
- 질 드 레, 앵그랑드(Ingrande)와 샹토세(Champtocé)의 영주 (1404-1440), 1429년 프랑스 원수 임명
- 앙드레 드 몽포르 라발, 로에악(Lohéac)과 레스(Retz)의 영주 (1408-1486), 1439년 프랑스 원수 임명
- 필리프 드 퀼랑, 잘루아뉴(Jaloignes)와 라크루아제트(La Croisette), 생-아르망(Saint-Armand), 샬레(Chalais)의 영주 (? ~ 1454), 1441년 프랑스 원수 임명
- 장 포통 드 상트라이유, 리무쟁(Limousin)의 가신(sénéchal) (1390-1461), 1454년 프랑스 원수 임명

### 루이 11세휘하 원수 4명, 1461~1483
- 조아생 루오, 부아므나르(Boismenard)의 영주 (?~1478), 1461년 프랑스 원수 임명
- 코맹즈 백작 장 드 레스캉, (?~1473), 1461년 프랑스 원수 임명
- 볼페르트 6세 판보르셀렌, 네덜란드 베르(Vère)와 스코틀랜드 보칸(Boucan)의 백작 (?~1487), 1464년 프랑스 원수 임명
- 피에르 드 로앙 지에, 로앙(Rohan)의 영주 (1450-1514), 1476년 프랑스 원수 임명

### 샤를 8세휘하 원수 2명, 1483~1498
- 필리프 드 크레브쾨르 데스케르드 (1418-1494), 1486년 프랑스 원수 임명
- 장 드 보드리쿠르, 슈아죌(Choiseul)의 영주와 쇼몽(Chaumont)의 법관(Baili) (?~1499), 1486년 프랑스 원수 임명

## 발루아-오를레앙 왕조

### 루이 12세휘하 원수 4명, 1498~1515
- 비제바노 후작 잔 자코모 트리불치오, (1448-1518), 1499년 프랑스 원수 임명
- 샤를 2세 당부아즈, 쇼몽, 메이앙(Meillan)과 샤랑통(Charenton)의 영주 (1473-1511), 1506년 프랑스 원수 임명
- 로트렉 자작 오데 드 푸아, 1511년 프랑스 원수 임명
- 로버트 스튜어트, 오비니(Aubigny)영주, 레녹스(Lennox)백작 (1470-1544), 1514년 프랑스 원수 임명

## 발루아-앙굴렘 왕조

### 프랑수아 1세휘하 원수 12명, 1515~1547
- 자크 2세 드 샤반, 라팔리스(La Palice)의 영주 (?~1525) 1515년 프랑스 원수 임명
- 가스파르 1세 드 콜리니, 샤티용쉬르루앙(Châtillon-sur-Loing)의 영주 (?~1522), 1516년 프랑스 원수 임명
- 토마 드 푸아 (?~1525), 1518년 프랑스 원수 임명
- 안 1세 드 몽모랑시, 믈룅(Melun) 자작, 당빌(Damville)과 몽모랑시 공작, 기타 프랑스 왕실무관장 (1492-1567), 1522년 프랑스 원수 임명
- 테오도르 드 트리뷜스 (1458-1531), 1526년 프랑스 원수 임명
- 부이용 공작 로베르 3세 드 라마크, (1491-1537), 1526년 프랑스 원수 임명
- 클로드 단보 (1500-1552), 1538년 프랑스 원수 임명
- 르네 드 몽장 (?~1538),1538년 프랑스 원수 임명
- 우다르 뒤 비에, 르비에(Le Biez)의 영주 (?~1553), 1542년 프랑스 원수 임명
- 앙투안 드 레트 데프레, 몽페자(Montpezat)의 영주 (1490-1544), 1544년 프랑스 원수 임명
- 멜피 공 조반니 카라치올리, (1480-1550), 1544년 프랑스 원수 임명

### 앙리 2세휘하 원수 5명, 1547~1559
- 자크 달봉 드 생앙드레 드 프롱사크 후작, (?~1562), 1547년 프랑스 원수 임명
- 부이용 공작 로베르 4세 드 라마크, (1520-1556), 1547년 프랑스 원수 임명
- 브리삭 백작 샤를 1세 드 코제, (1505-1563), 1550년 프랑스 원수 임명
- 피에트로 스토리치 (1500-1558), 1554년 프랑스 원수 임명
- 폴 드 라바르트, 테름(Thermes)의 영주 (1482-1558), 1558년 프랑스 원수 임명

### 프랑수아 2세휘하 원수 1명, 1559~1560
- 몽모랑시 공작 프랑수아, (1520-1563), 1559년 프랑스 원수 임명

### 샤를 9세휘하 원수 7명, 1560~1574
- 프랑수아 드 세포, 비에이빌(Vieilleville)의 영주 (1509-1571), 1562년 프랑스 원수 임명
- 앵베르 드 라 플라티에르, 부르디용(Bourdillon)의 영주 (1524-1567), 1564년 프랑스 원수 임명
- 앙리 1세 드 몽모랑시, 당빌의 영주, 몽모랑시 공작, 알레(Alais)와 다마르탱(Dammartin) 백작, 샤토브리앙(Chateaubriant) 남작, 샹티이와 에쿠엥(Ecouen)의 영주 (1534-1614), 1566년 프랑스 원수 임명
- 스공디니 백작 아르튀 드 코제 브리삭, (?~1582), 1567년 프랑스 원수 임명
- 가스파르 드 소, 타반(Tavannes)의 영주 (1509-1575), 1570년 프랑스 원수 임명
- 빌라르 후작 오노라 2세 드 사부아, (?~1580), 1571년 프랑스 원수 임명
- 레스 공작 알베르 드 공디, (1522-1602), 1573년 프랑스 원수 임명

### 앙리 3세휘하 원수 8명, 1574~1589
- 로제 드 생래리, 벨가르드(Bellegarde)의 영주 (?~1579), 1574년 프랑스 원수 임명
- 블레즈 드 라스랑 마생콤, 몽뤽(Montluc)의 영주 (1500-1577), 1574년 프랑스 원수 임명
- 아르망 드 공토 비롱 (1524-1592), 1577년 프랑스 원수 임명
- 자크 드 구아용, 마티뇽(Matignon)과 레파르(Lesparre)의 영주, 토리니(Thorigny) 백작, 모르타뉴쉬르지롱드 공(prince de Mortagne sur Gironde) (1525-1597), 1579년 프랑스 원수 임명
- 장 6세 도몽, 에트라본(Estrabonne)남작, 샤토루(Châteauroux) 백작 (?~1580), 1579년 프랑스 원수 임명
- 기욤 드 주아이외즈, 주아이외즈(Joyeuse) 자작, 생디디에(Saint-Didier), 로당(Laudun), 퓌베르(Puyver)t, 아르크(Arques)의 영주 (1520-1592), 1582년 프랑스 원수 임명

## 부르봉 왕조

### 앙리 4세휘하 원수 11명, 1589~1610
- 앙리 드 라 투르 도베르뉴, 튀렌 자작, 부용 공작 (1555-1623), 1592년 프랑스 원수 임명
- 비롱 공작 샤를 드 공토, (1562-1602), 1594년 프랑스 원수 임명, 프랑스 대원수 임명날짜는 불명.
- 메종포르 남작 클로드 드 라샤트르, (1536-1614), 1594년 프랑스 원수 임명
- 장 드 몽뤽 드 발라니 (1560-1603), 1594년 프랑스 원수 임명
- 장 3세 드 보마누아, 네그르펠리스(Nègrepelisse)백작, 라바르댕(Lavardin)후작 (1551-1614), 1595년 프랑스 원수 임명
- 주아이외즈 공작 앙리 (1567-1608), 1595년 프랑스 원수 임명
- 사블레 후작 위르뱅 드 몽모랑시 라발, (1557-1629), 1595년 프랑스 원수 임명
- 알퐁스 도르나노 (1548-1610), 1597년 프랑스 원수 임명
- 그랑세 백작 기욤 드 오트메르, (1537-1613), 1597년 프랑스 원수 임명
- 레디기에르 공작 프랑수아 드 본, (1543-1626), 1608년 프랑스 원수 임명, 1621년 프랑스 대원수 임명

### 루이 13세휘하 원수 34명, 1610~1643
- 앙크르 후작 콘치노 콘치니, (1575-1617), 1613년 프랑스 원수 임명
- 수브레 후작 질 드 쿠르탕보, (1540-1626), 1614년 프랑스 원수 임명
- 로클로르 남작 앙투안 (1560-1625), 1614년 프랑스 원수 임명
- 메종포르 남작 루이 드 라샤트르, (?~1630), 1616년 프랑스 원수 임명
- 테민 후작 퐁스 드 로지에르 테민 카르다이약, (1553-1627), 1616년 프랑스 원수 임명
- 프랑수아 드 라그랑주 다르키엥, 세리(Séry)와 몽티니(Montigny)의 영주 (1554-1617), 1616년 프랑스 원수 임명
- 비트리 공작 니콜라 드 로피탈, (1581-1644), 1617년 프랑스 원수 임명
- 샤를 드 수아죌 프라슬랭 (1563-1626), 1619년 프랑스 원수 임명
- 장 프랑수아 드 라 기셰, 라팔리스 백작 (1569-1632), 1619년 프랑스 원수 임명
- 숀 공작 오노레 달베르, (1581-1649), 1620년 프랑스 원수 임명
- 오브테르 자작 프랑수아 데스파르베 드 뤼상, (?~1628), 1620년 프랑스 원수 임명
- 샤를 드 크레키, 푸아 공, 레디기에르 공작 (1580-1638), 1621년 프랑스 원수 임명
- 샤티용 공작 가스파르 3세 드 콜리니, (1584~1646), 1622년 프랑스 원수 임명
- 라포스 공작 자크 농파르 드 코몽, (1558-1652), 1622년 프랑스 원수 임명
- 바송피에르 후작 프랑수아 (1579-1646), 1622년 프랑스 원수 임명
- 앙리 드 숌베르크 (1574-1632), 1625년 프랑스 원수 임명
- 장바티스트 도르나노 (1581-1626), 1626년 프랑스 원수 임명
- 프랑수아 안니발 데스트레 (1573-1670), 1626년 프랑스 원수 임명
- 티몰레옹 데피네 드 생뤽 (1580-1644), 1627년 프랑스 원수 임명
- 보몽르로제 백작 루이 드 마리약, (1572-1632), 1629년 프랑스 원수 임명
- 당빌과 몽모랑시 공작 앙리 2세, 프랑스 제독 (1595-1632), 1630년 프랑스 원수 임명
- 투아라 후작 장 드 생보네, (1585-1636), 1630년 프랑스 원수 임명
- 에피아 후작 앙투안 코에피에 드 뤼제, (1581-1632), 1631년 프랑스 원수 임명
- 브레제 후작 위르뱅 드 마이예, (1597-1650), 1632년 프랑스 원수 임명
- 쉴리 공작 막시밀리앙 드 베튄, (1560-1641), 1634년 프랑스 원수 임명
- 샤를 드 숌베르크 (1601-1656), 1637년 프랑스 원수 임명
- 메이유레 후작 샤를 드 라포르트,(1602-1664), 1639년 프랑스 원수 임명
- 그라몽 공작 앙투안 3세 (1604-1678), 1641년 프랑스 원수 임명
- 장바티스트 뷔드 드 게브리앙 (1602-1643), 1642년 프랑스 원수 임명
- 로네 백작 프랑수아 로피탈, (1583-1660), 1643년 프랑스 원수 임명

### 루이 14세휘하 원수 51명, 1643~1715
- 튀렌 자작 앙리 드 라 투르 도베르뉴, (1611-1675), 1643년 프랑스 원수 임명, 1660년 프랑스 대원수 임명
- 가시옹 백작 장 (1609-1647), 1643년 프랑스 원수 임명

- 슈아죌 공작 세자르 프라슬랭 (1598-1675), 1645년 프랑스 원수 임명
- 란조 백작 조시아 (1609-1650), 1645년 프랑스 원수 임명
- 빌루아 공작 니콜라 드 뇌빌 (1597-1685), 1646년 프랑스 원수 임명
- 콜리니 공작 가스파르 4세 (1620-1649), 1649년 프랑스 원수 임명
- 도몽 공작 앙투안 드 로슈바롱 (1601-1669), 1651년 프랑스 원수 임명
- 라페르테-앵베르 후작 자크 데탕프 (1590-1663), 1651년 프랑스 원수 임명
- 라페르테-센테르 공작 앙리 (1600-1681), 1651년 프랑스 원수 임명
- 오캥쿠르 후작 샤를 드 몽시 (1599-1658), 1651년 프랑스 원수 임명
- 그랑세 백작 자크 루셀 (1603-1680), 1651년 프랑스 원수 임명
- 라포르스 공작 아르망 농파르 드 코몽 (1582-1672, 1652년 프랑스 원수 임명
- 라팔뤼오 백작 필리프 드 클레랑보 (1606-1665), 1652년 프랑스 원수 임명
- 미오생 백작 세자르 달브레 (1614-1676), 1653년 프랑스 원수 임명
- 도뇽 백작 루이 드 푸코, (1616-1659), 1653년 프랑스 원수 임명
- 몽주 백작 장 드 쉴랭베르 (1597-1671), 1658년 프랑스 원수 임명
- 에스테르네 후작 아브람 드 파베르 (1599-1662), 1658년 프랑스 원수 임명
- 카스텔노 후작 자크 모비시에르 (1620-1658), 1658년 프랑스 원수 임명
- 벨퐁 후작 베르나르댕 지고 (1630-1694), 1668년 프랑스 원수 임명
- 마린 후작 프랑수아 드 크레키, (1620-1687), 1668년 프랑스 원수 임명
- 위미에르 공작 루이 드 크르방 (1628-1694), 1668년 프랑스 원수 임명
- 에스트라드 백작 고드프루아 데스트라드 (1607-1686), 1675년 프랑스 원수 임명
- 나바이유 공작 필리프 드 몽토 베낙 (1619-1684), 1675년 프랑스 원수 임명
- 숌베르크 공작 프레데리크 아르망 (1616-1690), 1675년 프랑스 원수 임명
- 뒤라 공작 자크 앙리 드 뒤포르 (1626-1704), 1675년 프랑스 원수 임명
- 라푀이야드 공작 프랑수아 도뷔송 (1625-1691), 1675년 프랑스 원수 임명
- 모트르마르 공작 루이 빅토르 드 로슈슈아르 (1636-1688), 1675년 프랑스 원수 임명
- 뤽상부르 공작 프랑수아 앙리 드 몽모랑시 (1628-1695), 1675년 프랑스 원수 임명
- 로슈포르 후작 앙리 루이 달루아니 (1636-1676), 1675년 프랑스 원수 임명
- 로르쥬 공작 기 드 뒤포르 (1630-1702), 1676년 프랑스 원수 임명
- 에스트레 백작 장 2세 (1624-1707), 1681년 프랑스 원수 임명
- 프랑시에르 후작 클로드 드 슈아죌 (1632-1711), 1693년 프랑스 원수 임명
- 그랑프레 후작 장 아르망 드 주아이외즈 (1632-1710), 1693년 프랑스 원수 임명
- 빌루아 공작 프랑수아 드 뇌빌 (1644-1730), 1693년 프랑스 원수 임명
- 부플레르 공작 루이 프랑수아 (1664-1711), 1693년 프랑스 원수 임명
- 투르빌 백작 안 일라리옹 드 코스탕탱 (1642-1701), 1693년 프랑스 원수 임명
- 노아유 공작 2세 안 쥘 (1650-1708), 1693년 프랑스 원수 임명
- 니콜라 카티나 (1637-1712), 1693년 프랑스 원수 임명
- 방돔 공작 루이조제프 드 부르봉 (1654-1712), 1695년 프랑스 원수 임명
- 빌라르 공작 클로드 루이 엑토르 (1653-1734), 1702년 프랑스 원수 임명, 1733년 프랑스 대원수 임명
- 샤밀리 후작 노엘 부통 (1636-1715), 1703년 프랑스 원수 임명
- 데스트레 공작 빅토르 모리스 (1660-1737), 1703년 프랑스 원수 임명
- 샤토르노 후작 프랑수아 루이 루슬레 (1637-1716), 1703년 프랑스 원수 임명
- 보방 후작 세바스티앙 르 프레스트르 (1633-1707), 1703년 프랑스 원수 임명
- 로젠 후작 콘라트 (1628-1715), 1703년 프랑스 원수 임명
- 위그셀르 후작 니콜라 샬롱 뒤 블레 (1652-1730), 1703년 프랑스 원수 임명
- 테세 백작 르네 드 프룰레 (1651-1725), 1703년 프랑스 원수 임명
- 탈라르 공작 카미유 도스튄 (1652-1728), 1703년 프랑스 원수 임명
- 몽르벨 후작 니콜라 오귀스트 드 라봄 (1636-1716), 1703년 프랑스 원수 임명
- 아르쿠르 공작 앙리 (1654-1718), 1703년 프랑스 원수 임명
- 마르생 백작 페르디낭 (1656-1706), 1703년 프랑스 원수 임명
- 베릭 공작 1세 제임스 피츠제임스 (1670-1734), 1706년 프랑스 원수 임명
- 마티뇽 백작 샤를 오귀스트 구아용 (1647-1729), 1708년 프랑스 원수 임명
- 브종 후작 자크 드 바쟁 (1645-1733), 1709년 프랑스 원수 임명
- 아르타낭 백작 피에르 드 몽테스큐 (1645-1725), 1709년 프랑스 원수 임명, 소설로 유명한 다르타낭이 아니다. 다만 일가이다.

### 루이 15세휘하 원수 34명, 1715~1774
- 브로이 백작 빅토르 모리스 (1646-1727), 1724년 프랑스 원수 임명
- 로클로르 공작 앙투안 가스통 (1656-1738), 1724년 프랑스 원수 임명[1]
- 메다비와 그랑세 백작 자크 루셀 (1655-1725), 1724년 프랑스 원수 임명
- 르부르 백작 레오노르 뒤 멘 (1655-1739), 1724년 프랑스 원수 임명
- 알레그르 후작 이브 (1653-1733), 1724년 프랑스 원수 임명
- 라푀이야드 공작 루이 도뷔송 (1673-1725), 1724년 프랑스 원수 임명
- 그라몽 공작 앙투안 5세 (1671-1725), 1724년 프랑스 원수 임명
- 코에틀로공 후작 알랭 에마뉘엘 (1646-1730), 1730년 프랑스 원수 임명
- 비롱 공작 샤를 드 공토 (1663-1756), 1734년 프랑스 원수 임명
- 퓌세귀르 후작 자크 드 샤스트네 (1665-1743), 1734년 프랑스 원수 임명
- 아스펠드 후작 클로드 비달 (1665-1743), 1734년 프랑스 원수 임명
- 노아유 공작 3세 아드리앵 (1678-1766), 1734년 프랑스 원수 임명
- 탱그리 공 크리스티앙 루이 드 몽모랑시-뤽상부르 (1713-1787), 1734년 프랑스 원수 임명
- 브로이 공작 프랑수아 마리 2세 (1671-1745), 1734년 프랑스 원수 임명
- 쿠아니 공작 프랑수아 드 프랑크토 (1670-1759), 1734년 프랑스 원수 임명
- 세레스트 후작 루이 드 브랑카 포르칼키에 (1671-1750), 1740년 프랑스 원수 임명
- 숀 공작 루이 오귀스트 달베르 데이 (1676-1744), 1741년 프랑스 원수 임명
- 낭지 후작 루이 아르망 드 브리샹토 (1682-1742), 1741년 프랑스 원수 임명
- 이장기앵 공 루이 드 강 드 메로드 드 몽모랑시 (1678-1762), 1741년 프랑스 원수 임명
- 뒤라 공작 장바티스트 드 뒤포르 (1684-1778), 1741년 프랑스 원수 임명
- 마유부아 후작 장바티스트 데마레 (1682-1762), 1741년 프랑스 원수 임명
- 벨릴 공작 샤를 푸케 벨-릴(Belle-Isle) 원수로 불린다 (1684-1762), 1741년 프랑스 원수 임명
- 삭스 백작 모리스 (1696-1750), 1741년 프랑스 원수 임명, 1747년 프랑스 대원수 임명
- 몰레브리에 후작 장바티스트 앙드로 (1677-1754), 1745년 프랑스 원수 임명
- 발랭쿠르 후작 클로드 테스튀 (1680-1770), 1746년 프랑스 원수 임명
- 라파르 후작 필리프 샤를 (1687-1752), 1746년 프랑스 원수 임명
- 아르쿠르 공작 프랑수아 (1689-1750), 1746년 프랑스 원수 임명
- 몽모랑시라발 백작 기 (1677-1751), 1747년 프랑스 원수 임명
- 클레르몽토네르 공작 가스파르 (1688-1781), 1747년 프랑스 원수 임명
- 라모트-우당쿠르 후작 루이 클로드 (1687-1755), 1747년 프랑스 원수 임명
- 뢰벤달 백작 울리히 (1700-1755), 1747년 프랑스 원수 임명
- 리슐리외 공작 루이 프랑수아 아르망 뒤 플레시 (1696-1788), 1748년 프랑스 원수 임명
- 라투르모부르 후작 장 드 페 (1684-1764), 1757년 프랑스 원수 임명
- 비롱 공작 루이 앙투안 드 공토 (1701-1788), 1757년 프랑스 원수 임명
- 로트레크 자작 다니엘 프랑수아 드 젤라 드 부아종 당브르 (1686-1762), 1757년 프랑스 원수 임명
- 피네-뤽상부르 공작 샤를 프랑수아 프레데릭 드 몽모랑시 (1702-1764), 1757년 프랑스 원수 임명
- 데스트레 공작 루이 르텔리에 (1695-1771), 1757년 프랑스 원수 임명
- 생빅투르 후작 장 샤를 생넥테르, (1685-1770), 1757년 프랑스 원수 임명
- 찰스 오브라이언 드 토몬드 토몬드(Thomond)와 클래어(Clare) 백작 (1699-1761), 1757년 프랑스 원수 임명
- 미르푸아 공작 가스통 드 레비 (1699-1758), 1757년 프랑스 원수 임명
- 라디슬라스 이냐스 드 베르슈니 (1689-1778), 1758년 프랑스 원수 임명
- 콩플랑 백작 위베르 드 브리엔 (1690-1777), 1758년 프랑스 원수 임명
- 콩타드 후작 루이 조르주 (1704-1793), 1758년 프랑스 원수 임명
- 수비즈 공 샤를 드 로앙 (1715-1787), 1758년 프랑스 원수 임명
- 브로이 공작 빅토르 프랑수아 (1718-1804), 1759년 프랑스 원수 임명
- 랑당 공작 기 미셸 드 뒤포르 드 로주 (1704-1773), 1768년 프랑스 원수 임명
- 아르망티에르 후작 루이 드 콩플랑 (1711-1774), 1768년 프랑스 원수 임명
- 브리삭 공작 장 드 코제 (1698-1780), 1768년 프랑스 원수 임명

### 루이 16세휘하 원수 20명, 1774~1792
- 아르쿠르 공작 안 피에르 (1701-1783), 1775년 프랑스 원수 임명
- 노아유 공작 4세 루이 (1713-1793), 1775년 프랑스 원수 임명
- 니콜라이 백작 앙투안 (1712-1787), 1775년 프랑스 원수 임명
- 피츠제임스 공작 샤를 (1712-1787), 1775년 프랑스 원수 임명
- 무시 공작 필리프 (1715-1794), 1775년 프랑스 원수 임명
- 뒤라 공작 에마뉘엘 드 뒤포르 (1715-1789), 1775년 프랑스 원수 임명
- 무이 공작 루이 니콜라 (1702-1775), 1775년 프랑스 원수 임명
- 생제르맹 백작 클로드 (1707-1778), 1775년 프랑스 원수 임명
- 라발 공작 기 드 몽모랑시 (1723-1798), 1783년 프랑스 원수 임명
- 마이 백작 오귀스탱 (1708-1794), 1783년 프랑스 원수 임명
- 오브테르 후작 앙리 부샤르 드 뤼상 (1714-1788), 1783년 프랑스 원수 임명
- 보보 공 샤를 드 보보 크라옹 (1720-1793), 1783년 프랑스 원수 임명
- 보 백작 노엘 주르다 (1705-1788), 1783년 프랑스 원수 임명
- 세귀르 후작 필리프 앙리 (1724-1801), 1783년 프랑스 원수 임명
- 슈아죌 백작 자크 드 슈아죌스탱빌 (1727-1789), 1783년 프랑스 원수 임명
- 카스트리 후작 샤를 드 라크루아 (1727-1800), 1783년 프랑스 원수 임명
- 크로이 공작 안 에마뉘엘 (1718-1787), 1783년 프랑스 원수 임명
- 레비 공작 프랑수아 가스통 드 레비 (1719-1787), 1783년 프랑스 원수 임명
- 니콜라 뤼크네르, 뤼크네르 백작 (1722-1794), 1791년 프랑스 원수 임명
- 로샹보 백작 장바티스트 도나티앵 드 비뫼르 (1725-1807), 1791년 프랑스 원수 임명

제국원수의 지휘봉

## 제1제정

### 나폴레옹 1세휘하 원수 26명, 1804~1814[2]
- 장 란, 초대 몬테벨로 공작(1er duc de Montebello) (1769-1809), 1804년 제국 원수 임명 †
- 조아생 뮈라, 뮈라 공(prince d'Empire), 베르크와 클레브 대공(grand-duc de Clèves and Berg), 나폴리 왕(roi de Naples) (1767-1815), 1804년 제국 원수 임명
- 루이 알렉상드르 베르티에, 초대 바그람 공(1er prince de Wagram), 뇌샤텔과 발랑쟁 주권공(prince souverain de Neuchâtel et Valengin) (1753-1815), 1804년 제국 원수 임명
- 앙드레 마세나, 초대 리볼리 공작(1er duc de Rivoli), 초대 에슬링 공(1er prince d'Essling) (1758-1817), 1804년 제국 원수 임명
- 루이 니콜라 다부, 초대 아우어슈테트 공작(1er duc d'Auerstaedt) 초대 에크뮐 공(1er prince d'Eckmühl) (1770-1823), 1804년 제국 원수 임명
- 장바티스트 베시에르, 초대 이스트라 공작(1er duc de Istrie) (1768-1813), 1804년 제국 원수 임명 †
- 에두아르 모르티에, 초대 트레비조 공작(1er duc de Trévise) (1768-1835), 1804년 제국 원수 임명
- 장드듀 술트, 초대 달마티아 공작(1er duc de Dalmatie) (1769-1851), 1804년 제국 원수 임명, 1847년 프랑스 대원수 임명
- 미셸 네, 초대 엘힝겐 공작(1er duc d'Elchingen), 초대 모스크바 공(1er prince de Moskowa) (1769- 1815), 1804년 제국 원수 임명
- 봉 아드리앙 자노 드 몽세, 초대 코넬리아노 공작(1er duc de Conegliano) (1754-1842), 1804년 제국 원수 임명
- 장바티스트 주르당, 주르당 백작(comte Jourdan) (1762-1833), 1804년 제국 원수 임명
- 피에르 오주로, 초대 카스틸리오네 공작(1er duc de Castiglione) (1757-1816), 1804년 제국 원수 임명
- 장바티스트 쥘 베르나도트, 초대 폰테코르보 대공(1er prince de Ponte Corvo), 스웨덴과 노르웨이의 왕 치하에서 이름은 카를 14세 요한 (1763-1844), 1804년 제국 원수 임명
- 기욤 마리 안 브륀, 브륀 백작(comte Brune) (1763-1815), 1804년 제국 원수 임명
- 프랑수아 크리스토프 켈레르만, 초대 발미 공작(1er duc de Valmy) (1737-1820), 1804년 제국 원수 임명(명예직).
- 프랑수아 조제프 르페브르, 초대 단치히 공작(1er duc de Dantzig) (1755-1820), 1804년 제국 원수 임명(명예직).
- 카트린 도미니크 드 페리뇽, 페리뇽 후작(marquis de Perignon) (1754-1818), 1804년 제국 원수 임명(명예직).
- 장 마티유 필리베르 세뤼리에, 세뤼리에 백작(comte Sérurier) (1742-1819), 1804년 제국 원수 임명(명예직).
- 클로드 빅토르, 초대 벨루노 공작(1er duc de Bellune) (1764-1841), 1807년 제국 원수 임명
- 자크 마크도날, 초대 타란토 공작(1er duc de Tarento) (1765-1840), 1809년 제국 원수 임명
- 니콜라 우디노, 초대 레지오 공작(1er duc de Reggio) (1767-1847), 1809년 제국 원수 임명
- 오귀스트 마르몽, 초대 라구사 공작(1er duc de Ragusa) (1774-1852), 1809년 제국 원수 임명
- 루이 가브리엘 쉬셰, 초대 알부페라 공작(1er duc d'Albufera) (1770-1826), 1811년 제국 원수 임명
- 로랑 구비옹 생시르, 구비옹 생시르 후작(marquis de Gouvion-Saint-Cyr) (1764-1830), 1812년 제국 원수 임명
- 유제프 안토니 포니아토프스키, 포니아토프스키 대공(prince de Poniatowski) (1763 - 1813), 1813년 제국 원수 임명†
- 엠마누엘 그루시, 그루시 후작(marquis de Grouchy) (1766-1847), 1815년 제국 원수 임명

## 부르봉 왕정복고

### 루이 18세휘하 원수 6명, 1815~1824
- 프랑수아 앙리 드 프랑크토, 쿠아니(Coigny) 공작 (1737-1821), 1816년 프랑스 원수 임명
- 앙리 자크 기욤 클라르크, 펠트레(Feltre) 공작 (1765-1818), 1816년 프랑스 원수 임명
- 피에르 리엘 드 뵈르농빌, 뵈르농빌(Beurnonville)후작 (1752-1821), 1816년 프랑스 원수 임명
- 샤를 조제프 이아생트 뒤우, 비오메닐(Viomesnil) 후작 (1734-1827), 1816년 프랑스 원수 임명
- 자크 알렉상드르 로우, 로리스통(Lauriston) 후작 (1768-1828), 1823년 프랑스 원수 임명
- 가브리엘 장 조제프 몰리토르, (1770-1849), 1823년 프랑스 원수 임명

### 샤를 10세휘하 원수 3명, 1824~1830
- 루이 알로이 드 호엔로에발덴부르크바르텐슈타인 (1765-1829), 1827년 프랑스 원수 임명
- 니콜라 조제프 메종, (1771-1840), 1829년 프랑스 원수 임명
- 루이 오귀스트 빅토르 드 부르몽, 부르몽(Bourmont) 백작 (1773-1846), 1830년 프랑스 원수 임명

## 7월왕정

### 루이 필리프휘하 원수 10명, 1830~1848
- 제라르 백작 에티엔 모리스 (1773-1852), 1830년 프랑스 원수 임명
- 클로젤 백작 베르트랑 (1772-1842), 1831년 프랑스 원수 임명
- 그루시 후작 에마뉘엘 (1766-1847), 1831년 프랑스 원수 임명 (1815년 받은 칭호 복권)
- 로바우 백작 조르주 무통 (1770-1838), 1831년 프랑스 원수 임명
- 발레 백작 실뱅 샤를 (1773-1846), 1837년 프랑스 원수 임명
- 프랑수아 오라스 세바스티아니 (1772-1851), 1840년 프랑스 원수 임명
- 데를롱 백작 장바티스트 드루에 (1765-1844), 1843년 프랑스 원수 임명
- 토마 로베르 뷔고, 이슬리(Isly) 공작 (1784-1849), 1843년 프랑스 원수 임명
- 레이유 백작 오노레 (1775-1860), 1847년 프랑스 원수 임명
- 브뤼네리 자작 기욤 도드 (1775-1851), 1847년 프랑스 원수 임명

## 제2공화국

### 루이 나폴레옹 보나파르트휘하 원수 7명, 1848~1852
- 제롬 보나파르트, 베스트팔렌 전임 왕 (1784-1860), 1850년 프랑스 원수 임명
- 레미 조제프 이시도르 엑셀망, 엑셀망(Exelmans) 백작 (1775-1852), 1851년 프랑스 원수 임명
- 장 이시도르 아리스프, 아리스프(Harispe) 백작 (1768-1855), 1851년 프랑스 원수 임명
- 장바티스트 필리베르 바이양, 바이양(Vaillant) 백작 (1790-1872), 1851년 프랑스 원수 임명
- 자크 르루아 드 생타르노 (1798-1854), 1852년 프랑스 원수 임명
- 베르나르 피에르 마냥 (1791-1865), 1852년 프랑스 원수 임명
- 보니파스 드 카스텔란, 카스텔란(Castellane) 후작 (1788-1862), 1852년 프랑스 원수 임명

## 제2제정

### 나폴레옹 3세휘하 원수 12명, 1852~1870
- 아실 바라게 딜리에, (1795-1878), 1854년 프랑스 원수 임명
- 에마블 펠리시에, 말라코프(Malakoff) 공작 (1794-1864), 1855년 프랑스 원수 임명
- 자크 루이 랑동, 랑동(Randon) 백작 (1795-1871), 1856년 프랑스 원수 임명
- 프랑수아 세르탱 캉로베르 (1809-1895), 1856년 프랑스 원수 임명
- 피에르 보스케 (1810-1861), 1856년 프랑스 원수 임명
- 파트리스 드 마크마옹, 마젠타(Magenta) 공작 (1809-1893), 1859년 프랑스 원수 임명
- 오귀스트 르뇨 드 생장당젤리 (1794-1870), 1859년 프랑스 원수 임명
- 아돌프 니엘 (1802-1869), 1859년 프랑스 원수 임명
- 필리프 앙투안 도르나노, 오르나노(Ornano) 백작 (1784-1863), 1861년 프랑스 원수 임명
- 엘리 프레데릭 포레 (1804-1872), 1863년 프랑스 원수 임명
- 프랑수아 아실 바젠 (1811-1888), 1864년 프랑스 원수 임명
- 에드몽 르뵈프 (1809-1888), 1870년 프랑스 원수 임명

## 제3공화국

### 레몽 푸앵카레휘하 원수 3명, 1913~1920
- 조제프 조프르 (1852-1931), 1916년 프랑스 원수 임명
- 페르디낭 포슈 (1851-1929), 1918년 프랑스 원수 임명
- 필리프 페탱 (1856-1951), 1918년 프랑스 원수 임명

### 알렉상드르 미테랑휘하 원수 5명, 1920~1924
- 조제프 갈리에니 (1849-1916), 1921년 프랑스 원수 임명 (사후)
- 위베르 리오테 (1854-1934), 1921년 프랑스 원수 임명
- 루이 프랑셰 데스페레 (1856-1942), 1921년 프랑스 원수 임명
- 마리 에밀 파욜 (1852-1928), 1921년 프랑스 원수 임명
- 미셸 조제프 모누리 (1847-1923), 1923년 프랑스 원수 임명 (사후)

## 제4공화국

### 뱅상 오리올휘하 원수 3명, 1947~1954
- 장 드 라트르 드 타시니 (1889-1952), 1952년 프랑스 원수 임명 (사후)
- 필리프 르클레르 드 오트클로크 (1902-1947), 1952년 프랑스 원수 임명 (사후)
- 알퐁스 쥐앵 (1888-1967), 1952년 프랑스 원수 임명

## 제5공화국

### 프랑수아 미테랑휘하 원수 1명, 1981~1995
- 마리 피에르 코닉 (1898-1970), 1984년 프랑스 원수 임명 (사후)

## 칭호 거부자
다음 이들은 프랑스 육군원수 칭호를 받길 거절했다 :
- 사단장(général de division) 외젠 카베냐크, 제2공화국 초대 정부 수반, 1848년
- 사단장 루이 쥘 트로쉬, 국민방위정부 수반, 1871년
- 여단장(général de brigade) 샤를 드골, 프랑스 공화국 임시정부(GPRF) 대통령, 1946년

## 같이 보기
- 프랑스 총사령관
- 프랑스 해군원수
- 프랑스 원수

## 참조
1. ↑  Encyclopædia Britannica, Vol 23, Ed. Hugh Chisholm, (1911), 719.
2. ↑  R P Dunn-Pattison Napoleon's Marshals Methuen 1909 - Reprinted Empiricus Books 2001
3. ↑  Quid des présidents de la République, 1987.